# Berthold Maria Schenk Graf von Stauffenberg
Berthold Maria Schenk Graf von Stauffenberg (Bamberga, 3 luglio 1934) è un generale tedesco.

## Biografia
Attualmente in pensione, è stato generalmajor della Bundeswehr. È il maggiore dei cinque figli del colonnello Claus Schenk Graf von Stauffenberg, e nipote di Berthold Schenk Graf von Stauffenberg, due aristocratici tedeschi molto attivi nel fallito attentato a Hitler del 20 luglio 1944. Egli appartiene dunque alla casata degli Stauffenberg.
Dopo il fallito attentato, e le conseguenti esecuzioni, la moglie incinta del conte von Stauffenberg, Nina, fu internata in un campo di concentramento, e separata dai suoi quattro figli, che furono portati in un orfanotrofio a Bad Sachsa. Fino alla fine della guerra, furono obbligati ad utilizzare un altro cognome, Meister, in quanto il loro cognome originario, von Stauffenberg, non era più accettato. Berthold Maria Schenk Graf von Stauffenberg era il più grande dei figli, e aveva appena compiuto dieci anni al tempo del fallito attentato.
Berthold si è diplomato alla Schule Schloss Salem, e ha studiato ingegneria prima di diventare ufficiale nel nuovo esercito della Germania Ovest, non appena è stato istituito nel 1956. Dal 1972 al 1974, è stato il comandante dell'11* Battaglione Corazzato da Ricognizione d'addestramento a Munster, Bassa Sassonia, la più grande base militare tedesca. Il punto più alto della sua carriera fu la nomina a Comandante Supremo del Comando Territoriale Sud. Si ritirò nel 1994 con il grado di Generalmajor, e come più anziano soldato di Germania, con 38 anni di servizio.
Si è sposato il 22 settembre 1958, a Thurn in Austria, con Mechthild Kunigunde Gräfin Bentzel von Sternau und Hohenau von Sturmfelder-Horneck (Bamberga, 27 gennaio 1938), nel sud della Germania, a Oppenweiler, città natale della famiglia della moglie. Hanno avuto tre figli:
- Claus Philipp Schenk Graf von Stauffenberg (nato il 1º giugno 1959), sposato con l'iraniana Maryam Zahedi (nata il 31 gennaio 1962 in Iran), da cui ha avuto una figlia;
  - Valerie Roxana Monika Mechtild Maria Schenk Gräfin von Stauffenberg (nata il 17 febbraio 1992 a Erlangen);
- Sebastian Heimrich Schenk Graf von Stauffenberg (nato il 2 dicembre 1961);
- Gottfried Schenk Graf von Stauffenberg (nato l'8 ottobre 1964).

Nel luglio del 2004, per il suo settantesimo compleanno e sessantesimo anniversario dell'attentato, fu intervistato da diversi giornali, e fu inoltre invitato per una cerimonia presso l'ex Wolfschanze.
Nel 2006 ha partecipato con Richard von Weizsäcker ed altre personalità, alla cerimonia di apertura del "Von Stauffenberg Memorial" a Stoccarda.
Nel 2007 espresse preoccupazione riguardo al film Operazione Valchiria, in quanto l'attore che impersonava suo padre, Tom Cruise, è membro di Scientology.

## Onorificenze
| Controllo di autorità | VIAF (EN) 101287313 · GND (DE) 139560610 |